# マーカス・グロスコフ
マーカス・グロスコフ（Markus Grosskopf、独: Markus Großkopf、 1965年9月21日- ）は、ドイツ出身のロックミュージシャン、ベーシスト、ソングライター。
ジャーマンメタル・バンド「ハロウィン」の創設メンバー。身長192cm。
ドイツ語ではGroßkopfとエスツェットを用いて書くが、Grosskopfとss表記されることが多い。

## 略歴
ギターのマイケル・ヴァイカートと共にハロウィン結成当初から現在に至るまで在籍している。
15歳のとき、数週間のキャンプに出かけた際、ギターとドラムを演奏しているパンク・ロックのグループと知り合い、ベーシストのいなかったそのバンドの求めに応じてベースを始めた。1981年、ハードロックやメタルをプレイすることを望んでバンドを脱退、カイ・ハンセンのバンド、セカンド・ヘル (Second Hell)に加入する。セカンド・ヘル解散後、マイケル・ヴァイカートのバンド、パワー・フール (Power Fool)でハンセンと再会、インゴ・シュヴィヒテンバーグとともに加入し、ハロウィン (Helloween)と改名して現在に至る。
他のメンバーと比較するとアルバム収録曲数は多くはないが増加傾向にあり、2013年にリリースされたアルバム『ストレイト・アウト・オブ・ヘル』ではアルバム・タイトル曲を書いている。
ハロウィンでの活動と並行して、ショックマシーンでベースとリズムギターを担当し、1998年にアルバム『ショックマシーン』をリリース。ケン・ヘンズレー、ジョン・ロートンのバンド、ユーライア・ヒープのアルバム『ソールズベリー』のオーケストラ・バージョンでベースを担当、トビアス・サメットのプロジェクトであるアヴァンタジアのアルバム『ザ・メタル・オペラ』『ザ・メタル・オペラ・パートII』に参加した。キックハンターのファースト・アルバム『Hearts & Bones』と『Little Monsters』にもベースで参加している。また、彼の実験的プロジェクトであるベースインヴェイダーズはギターを入れず、ベース、ドラム、ボーカルのみで構成されている。

## 音楽的特徴
ディープ・パープル、レインボー、シン・リジィ、キッス、UFOに影響を受けている。
ベースラインが非常に目立つプレイスタイルで、「Heavy Metal(Is The Law)」や「Eagle Fly Free」のようにソロパートのある曲もある。
「I Want Out」や「Just a Little Sign」といったシンプルなベースラインの曲ではピック、「Halloween」や「Eagle Fly Free」などのリードタイプの曲は指と、曲によって弾き分ける。最近はベースソロやリードパートが増えたり、「Mrs. God」ではスラップ奏法を用いるなど、プレイスタイルの幅を広げている。
サンドバーグのベースとジム・ダンロップの弦をメインに使用している。

## 使用機材

### アンプ
- アンペグ SVT-400W
- アンペグ SVT-8x10キャビネット

### ベース・ギター
- ドメンゲット テレキャスターベース
- フェンダー・プレシジョンベース
- フェンダー・ジャズベース
- サンドバーグ アメリカンベース
- B.C.リッチ イーグルベース
- ジム・ダンロップ ベース弦

## その他
- 学校を卒業後、しばらく肉屋の見習いをしていた[1]。
- ステージ上ではボーカルのアンディ・デリスとコミカルなパフォーマンスを見せることが多い。
- ノースリーブのジャケットを着ていても遠目では長袖のインナーを着ていると見間違えるほど両腕に多数のタトゥーが入っている。また、1993年頃のインタビューでは来日する度に新しいタトゥーを入れていたといい、理由は「日本で彫ると発色が良い」からだという。

## ディスコグラフィ

### リーダー・アルバム
ショックマシーン
- 『ショックマシーン』 - Shockmachine (1999年)

ベースインヴェイダーズ
- 『ヘルベースビーターズ』 - Hellbassbeaters (2008年)

キックハンター
- Hearts & Bones (2003年)
- Little Monsters (2007年)
- All In (2010年)
- Southern Kicks (2013年)

### 参加アルバム
- アンディ・デリス : 『カム・イン・フロム・ザ・レイン』 - Come in from the Rain (1997年)
- ローランド・グラポウ : 『フォー・シーズンズ・オブ・ライフ』 - The Four Seasons of Life (1997年)
- ストームウォリアー : 『ストームウォリアー』 - StormWarrior (2002年)
- アヴァンタジア : 『ザ・メタル・オペラ』 - The Metal Opera (2001年)
- アヴァンタジア : 『ザ・メタル・オペラ・パートII』 - The Metal Opera Part II (2002年)